# Sa Bovida
Sa Bovida è un'antica e massiccia costruzione del Seicento situata ad Aritzo, un centro abitato della Sardegna, provincia di Nuoro. L'edificio, fino agli anni Quaranta del secolo scorso, era adibito a carcere regio di massima sicurezza. Nel 1793 vi furono tenuti prigionieri alcuni ufficiali francesi, catturati durante un tentativo di sbarco da parte di Napoleone.
L'edificio, realizzato con pietra scistosa, fango e legno di castagno, è caratterizzato da un sottopassaggio a sesto acuto, di origine spagnola, chiamato "sa bovida" (la volta). Gli ambienti interni, completamente ristrutturati, comprendono quattro locali che anticamente erano utilizzati come postazione di sorveglianza e come celle femminili e maschili. Uno di questi ambienti è privo di qualunque apertura alle pareti, tant'è che è stato aggiunto un portone che ne permette l'utilizzo. Nel cortile interno si trova un'antica meridiana.